# 徳久村
徳久村（とくさむら）は、かつて兵庫県中西部（西播磨地区）に存在していた佐用郡の村。
1955年、中安村、宍粟郡三河村と合併し、佐用郡南光町となったため地方自治体としては消滅した。
旧村域は現在の佐用町の中部に相当する。

## 概要
現在の佐用郡佐用町下徳久、西徳久、東徳久、平松、林崎に相当する。

## 沿革
- 1889年（明治22年）4月1日 - 町村制施行に伴い佐用郡徳久村発足。
- 1955年（昭和30年）7月20日 - 三河村、中安村と合併し南光町が発足したため消滅。

## 交通

### 鉄道
- 日本国有鉄道
  - 姫新線：播磨徳久駅

### 道路
旧村域には現在も高速道路は通っていない。
- 国道179号
- 兵庫県道53号宍粟下徳久線
- 兵庫県道225号播磨徳久停車場線
- 兵庫県道368号吉永下徳久線
- 兵庫県道547号横坂下徳久線